# Registerrecht
Das Registerrecht umfasst die Rechtsnormen und -regeln in Bezug auf das Verfahren und die Rechtsbehelfe in den öffentlichen Registern als amtliche Verzeichnisse rechtlicher Vorgänge (z. B. Handelsregister, Genossenschaftsregister, Partnerschaftsregister oder Vereinsregister) und dient der Rechtssicherheit.

## Beschreibung
Da es sich weitgehend um Abläufe im Bereich der vorsorgenden Rechtspflege und damit der freiwilligen Gerichtsbarkeit handelt, wird das Verfahren grundsätzlich nur auf Initiative der beteiligten Rechtsträger betrieben. Hierbei spielt der Begriff der (Register-)Anmeldung eine grundsätzliche Rolle. Sie ist gleichzeitig verfahrensleitender Antrag und Sachvortrag (vgl. § 23 FamFG). Es ist eine einseitige Verfahrenserklärung (nicht: Willenserklärung) an das Registergericht. Da keine Willenserklärung, ist sie auch nicht wegen Willensmängeln anfechtbar. § 181 BGB ist nicht anwendbar, da die Erklärung gegenüber dem Registergericht erfolgt.
Die Wirksamkeit der Anmeldung entsteht im Zeitpunkt des Zugangs beim Registergericht. Da Anmeldungen auf Grundlage des Registerverfahrenbeschleunigungsgesetzes (RegVBG) mittlerweile grundsätzlich elektronisch über das EGVP (elektronisches Gerichts- und Verwaltungs-Postfach) erfolgen, ist dies regelmäßig der Zeitpunkt, in dem das elektronische Dokument auf dem für das Gericht zum Zweck der Entgegennahme elektronischer Dokumente betriebenen Server eingegangen ist. Der in der Anmeldung enthaltene Sachvortrag muss hierbei richtig sein.

## Verfahrensbeteiligte
Beteiligte des Verfahrens:
- Antragsteller (§ 7 Abs. 1 FamFG)
- unmittelbar rechtlich Betroffene (§ 7 Abs. 2 Nr. 1 FamFG)
- Vertreter (z. B. § 10 FamFG: Rechtsanwälte, Notare u. a.)
- der beurkundende Notar (§ 378 FamFG)

## Verfahren
Das Registergericht prüft und hört sachkundige Stellen (§ 380 Abs. 2 FamFG), z. B. die Industrie- und Handelskammer (IHK). Es kann zur Behebung von Mängeln Zwischenverfügungen erlassen (§ 382 Abs. 4 FamFG), Fristen setzen und das Verfahren gegebenenfalls aussetzen (§§ 381, 21 FamFG). Das Registergericht trägt dann den Gegenstand der Anmeldung entweder ein (§ 38 Abs. 1 FamFG i. V. m. § 382 FamFG) oder weist den Antrag zurück.
Gegen die diesbezüglichen Entscheidungen des Gerichts (Zurückweisungsbeschluß, Zwischenverfügung) sind folgende Rechtsbehelfe gegeben:
- Beschwerde, §§ 58ff., 382 Abs. 3 und 4 FamFG beim Ausgangsgericht (§ 64 Abs. 1 FamFG), Frist: ein Monat (§ 63 Abs. 1 FamFG) ab Bekanntgabe (§ 63 Abs. 3 FamFG)
- Rechtsbeschwerde (§ 70 FamFG)
- Sprungrechtsbeschwerde (§ 75 FamFG)
- Fassungsbeschwerde gegen den Zurückweisungsbeschluß hinsichtlich eines Antrags auf Klarstellung bzw. Korrektur einer Eintragung[1]
- Freigabeverfahren gegen die verweigerte Eintragung eines Beherrschungs- und Gewinnabführungsvertrages (§ 246a AktG)
- Erinnerung (§ 11 RPflG)

## Wirtschaftliche Bedeutung
In aktuellen internationalen Erklärungen zum Wirtschaftswachstum wird besonders die Rechtssicherheit im Hinblick auf öffentliche Register (Grundbuch, Firmenbuch etc.) als entscheidend für anhaltend positive Entwicklungen gesehen.